# Edition Raetia
Edition Raetia ist ein regionaler Literatur- und Sachbuchverlag mit Sitz in Bozen. Er wurde 1991 vom langjährigen Chefredakteur des Südtiroler Wochenmagazins ff Gottfried Solderer gegründet und wird nach dessen Pensionierung von Thomas Kager geleitet. 2012 entstanden aus dem Umfeld des Verlags die beiden Filmdienstleistungsfirmen Dolomyte und Albolina sowie die Lektorengenossenschaft Ex Libris.

## Verlagsprofil

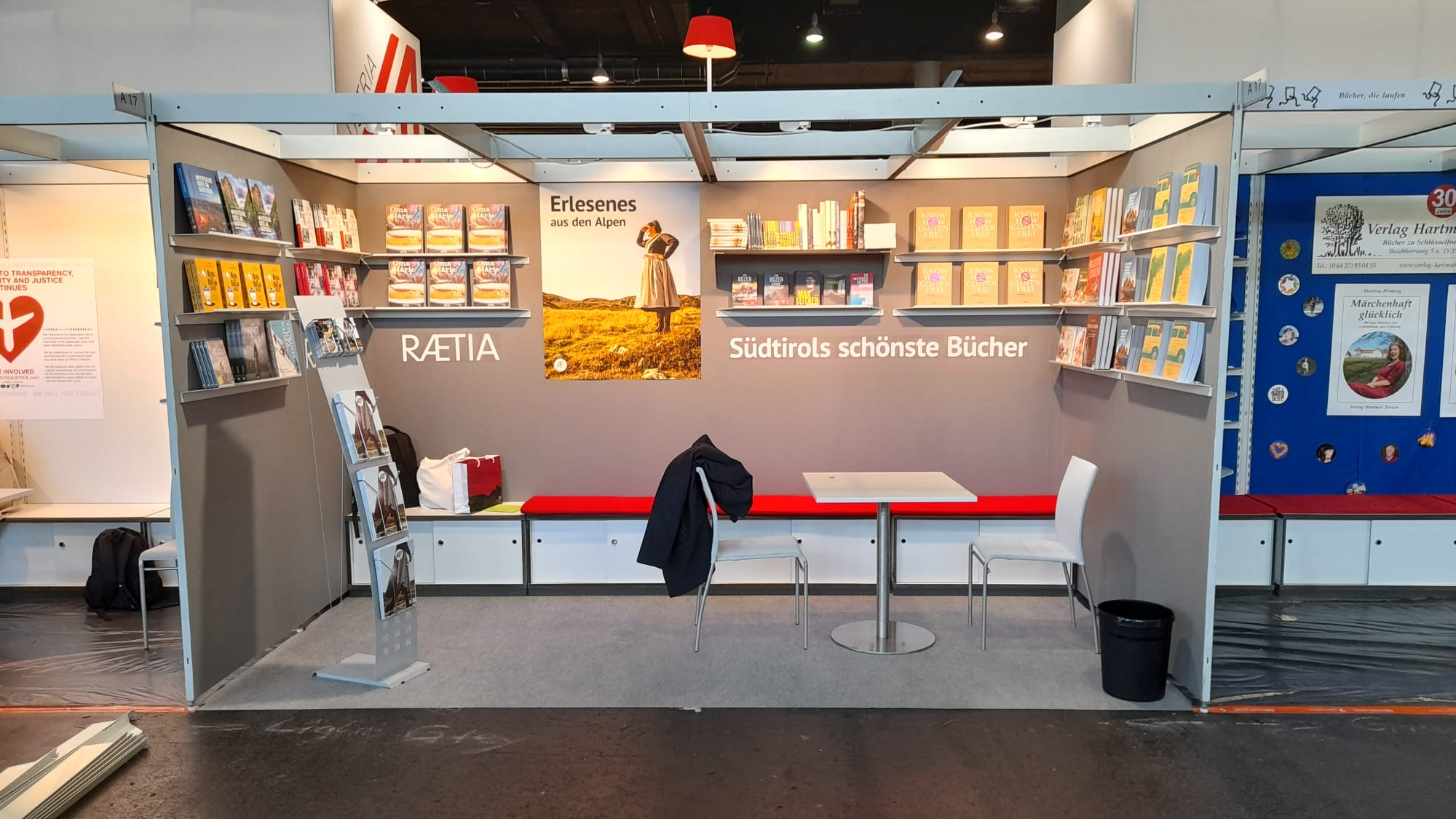
Verlagsstand von Edition Raetia auf der Frankfurter Buchmesse von 2021

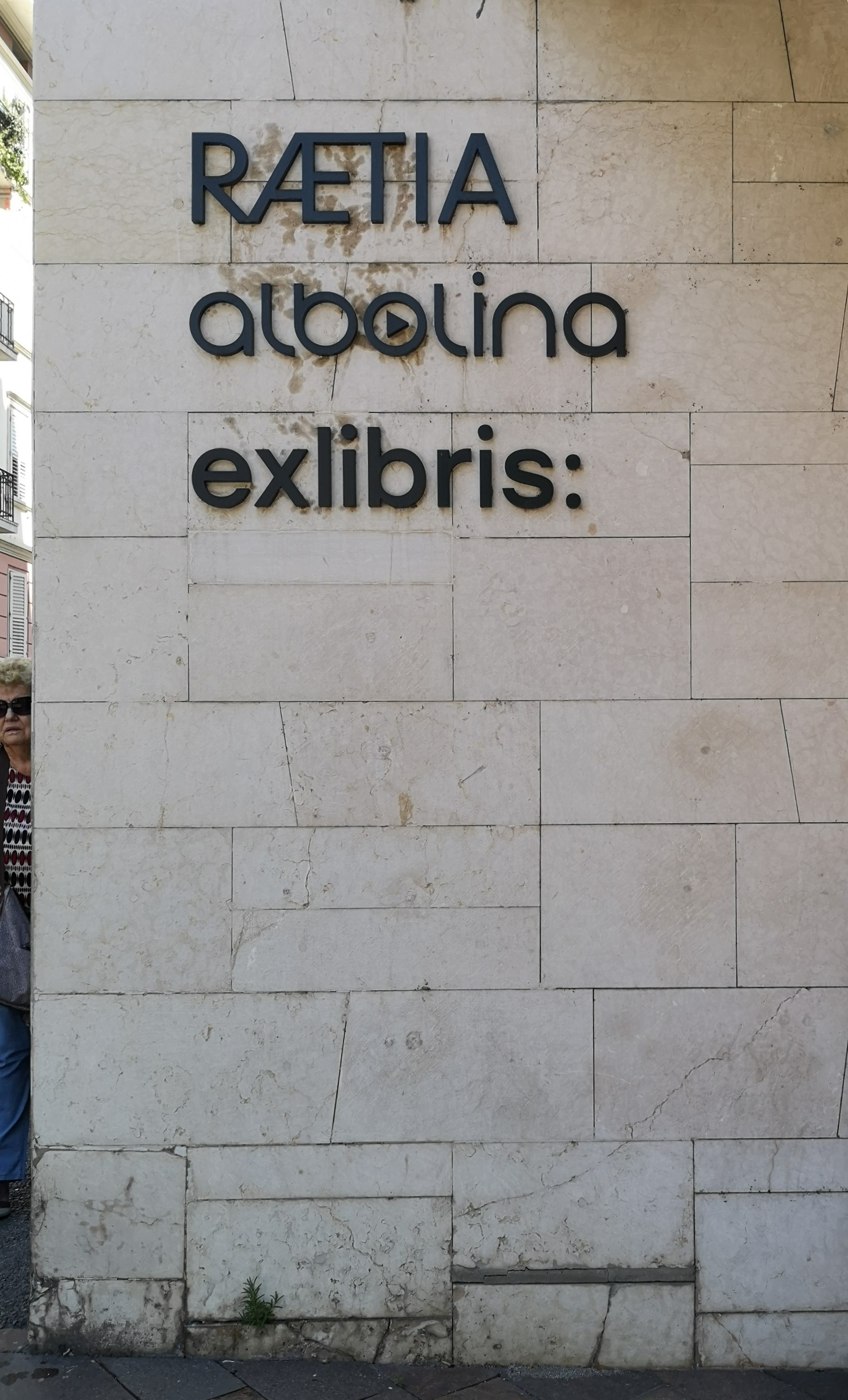
Aufschriften am Verlagssitz in Bozen

Regionalgeschichte: In den ersten 15 Jahren des Verlagsbestehens standen Publikationen zur Südtiroler Zeitgeschichte im Mittelpunkt des Programms. Der Raetia-Verlag publizierte in dieser Zeit eine Reihe von Biographien bedeutender politischer Persönlichkeiten der Südtiroler Nachkriegsgeschichte. Ebenso entstanden Überblicksdarstellungen zu den Jahren des Südtirolterrorismus und zum gesamten 20. Jahrhundert; die Bücher wurden dabei durchgängig im journalistischen Stil für eine breite regionale Leserschaft konzipiert.
In den späteren Jahren erweiterten kulturgeschichtliche Themen (beispielsweise zur Frauen- und Tourismusgeschichte) den historischen Programmschwerpunkt. In der Reihe „Memoria“ begann der Verlag damit, biographische Alltags- und Kriegserinnerungen an das 20. Jahrhundert zu sammeln. Mit wissenschaftlichem Anspruch verlegte Edition Raetia bereits Anfang der 1990er-Jahre postum ausgewählte Werke des Südtiroler Historikers Claus Gatterer. Seit 2009 erscheint im Verlag mit Politika ein politikwissenschaftliches Jahrbuch mit Südtirolbezug.
Belletristik: Der Verlag versteht sich im literarischen Segment laut Eigenangaben als Entdecker und Förderer junger Autoren. Von diesen konnte Selma Mahlknecht mehrere erfolgreiche Bücher im Raetia-Verlag publizieren. Zu den bekanntesten Protagonisten der Südtiroler Kunst- und Literaturszene, die vereinzelt Werke bei Edition Raetia veröffentlicht haben, zählen die Schriftsteller Herbert Rosendorfer, Joseph Zoderer und der Maler Markus Vallazza. Mit anspruchsvoll bearbeiteten Neuauflagen von Werken Egon Erwin Kischs und Jakob Philipp Fallmerayers konnte der Verlag punktuell auch ein überregionales Publikum erreichen.
Sach- und Tourismusliteratur: Im Rahmenprogramm des Verlags erscheinen in unregelmäßigen Abständen kulinarische Tirolensien, regionale Bergbücher und Kultur- und Wanderführer.
Italienische Bücher: Mit der namentlichen Anspielung auf das antike Volk der Räter wollte Edition Raetia bereits 1991 eine mehrsprachige Programmausrichtung zum Ausdruck bringen. Das kleine italienischsprachige Büchersegment umfasst dabei durchwegs Übersetzungen deutschsprachiger Publikationen aus dem eigenen Programm, vor allem aus den Bereichen Regionalgeschichte und Bergtourismus. Vereinzelt werden auch historische oder literarische Erstpublikationen italienischsprachiger Regionalautoren verlegt. Mehrsprachige Textsammlungen, die vereinzelt ladinische Werke einschließen, erscheinen z. T. im Rahmen der literarischen Jahresschrift filadrëssa.
Edizioni Alphabeta Verlag: Anfang 2024 übernahm Edition Raetia den Regionalbuchverlag aus Meran von dessen Gründer Aldo Mazza und führt seitdem Alphabeta als Verlagsmarke mit den beiden zweisprachigen Reihen TravenBooks (Literatur) und Territorio Gesellschaft (Politik und Gesellschaft) fort.

## Autoren (Auswahl)
Helmut Alexander, H. C. Artmann (postum), Barbara Bachmann, Grazia Barbiero, Rut Bernardi, Udo Bernhart, Gotthard Bonell, Valentin Braitenberg (postum), Renzo Caramaschi, Thomas Casagrande, Lutz Chicken (postum), Siglinde Clementi, Hellmut von Cube (postum), Brunamaria Dal Lago Veneri, Arnold Mario Dall'Ò, Simone Dark, Ferruccio Delle Cave, Hanspeter Demetz, Eduard Egarter Vigl, Jakob Philipp Fallmerayer (postum), Josef Feichtinger, Josef Fontana, Christoph Franceschini, Bernd Gänsbacher, Claus Gatterer (postum), Joachim Gatterer, Michael Gehler, Hans Glauber, Heide Göttner-Abendroth, Irene Hager von Strobele, Andreas Hapkemeyer, Christoph Hartungen, Gabriel Heim, Hans Heiss, Karl Hinterwaldner, Maridl Innerhofer, Egmont Jenny, Egon Erwin Kisch (postum), Astrid Kofler, Martin Kolozs, Florian Kronbichler, Kurt Lanthaler, Jul Bruno Laner, Selma Mahlknecht, Sepp Mall, Hubert Messner, Rosi Mittermeier, Waltraud Mittich, Hubert Mumelter (postum), Christian Neureuther, Hannes Obermair, Günther Pallaver, Hans Karl Peterlini, Eva Pfanzelter, Konrad Rabensteiner, Sophie Reyer, Hans-Günter Richardi, Carlo Romeo, Herbert Rosendorfer, Ingrid Runggaldier, Dirk Rupnow, Roman Santeler, Matthias Schönweger, Nina Schröder, Manfred Schullian, Anna Stecher, Gerald Steinacher, Federico Steinhaus, Leopold Steurer, Hubert Stuppner, Franz Thaler, Paolo Valente, Markus Vallazza, Martha Verdorfer, Eduard Egarter Vigl, Friedl Volgger (postum), Xu Lu, Stefano Zangrando, Joseph Zoderer.